# Damon Hill
Damon Graham Devereux Hill (født 17. september 1960 i London, England) er en tidligere engelsk racerkører, der kørte otte sæsoner i Formel 1, hvor han i 1996 blev verdensmester. Han er søn af den tidligere dobbelte verdensmester Graham Hill.

## Resultater
Hills Formel 1-karriere strakte sig fra 1992 til 1999, og han nåede i perioden at køre 122 Grand Prix'er. Han sejrede i de 22 og sluttede yderligere 20 gange på podiet for sekundære placeringer. I 1996 sikrede han sig verdensmesterskabet foran rivalen Michael Schumacher.